# Champagne de Méron
Champagne de Méron este o arie protejată (arie de protecție specială avifaunistică — SPA) din Franța întinsă pe o suprafață de 1.334 ha, integral pe uscat.

## Localizare
Centrul sitului Champagne de Méron este situat la coordonatele 47°06′50″N 0°05′20″W / 47.11389°N 0.08889°V.

## Înființare
Situl Champagne de Méron a fost declarat arie de protecție specială avifaunistică în baza directivei 79/409 din 1979 referitoare la conservarea păsărilor sălbatice pentru a proteja 18 specii de animale.

## Biodiversitate
Situată în ecoregiunea atlantică, aria protejată nu include niciun habitat protejat.
La baza desemnării sitului se află mai multe specii protejate de  păsări (18): fâsă-de-câmp (Anthus campestris), ciuf de câmp (Asio flammeus), pasărea ogorului (Burhinus oedicnemus), Charadrius morinellus, șerpar (Circaetus gallicus), erete de stuf (Circus aeruginosus), erete vânăt (Circus cyaneus), erete cenușiu (Circus pygargus), șoim de iarnă (Falco columbarius), șoim călător (Falco peregrinus), sfrâncioc roșiatic (Lanius collurio), pescăruș-cu-cap-negru (Larus melanocephalus), gaia neagră (Milvus migrans), culic mare (Numenius arquata), viespar (Pernis apivorus), ploier auriu (Pluvialis apricaria), spârcaci (Tetrax tetrax), nagâț (Vanellus vanellus).
Pe lângă speciile protejate, pe teritoriul sitului au mai fost identificate 1 specie de păsări.